# Kislovo
Kislovo (en rus: Кислово) és un poble de l'óblast de Volgograd, a Rússia, segons el cens del 2002 tenia 2.640 habitants.